# Sommerhaus Wittenhof
Sommerhaus Wittenhof war ein Sommerhaus in Tallinn, welches heutzutage an der Kreuzung der Straßen Endlastraße, Keemiastraße, Väljastraße und Mustamäestraße besteht (Endlastraße 77).

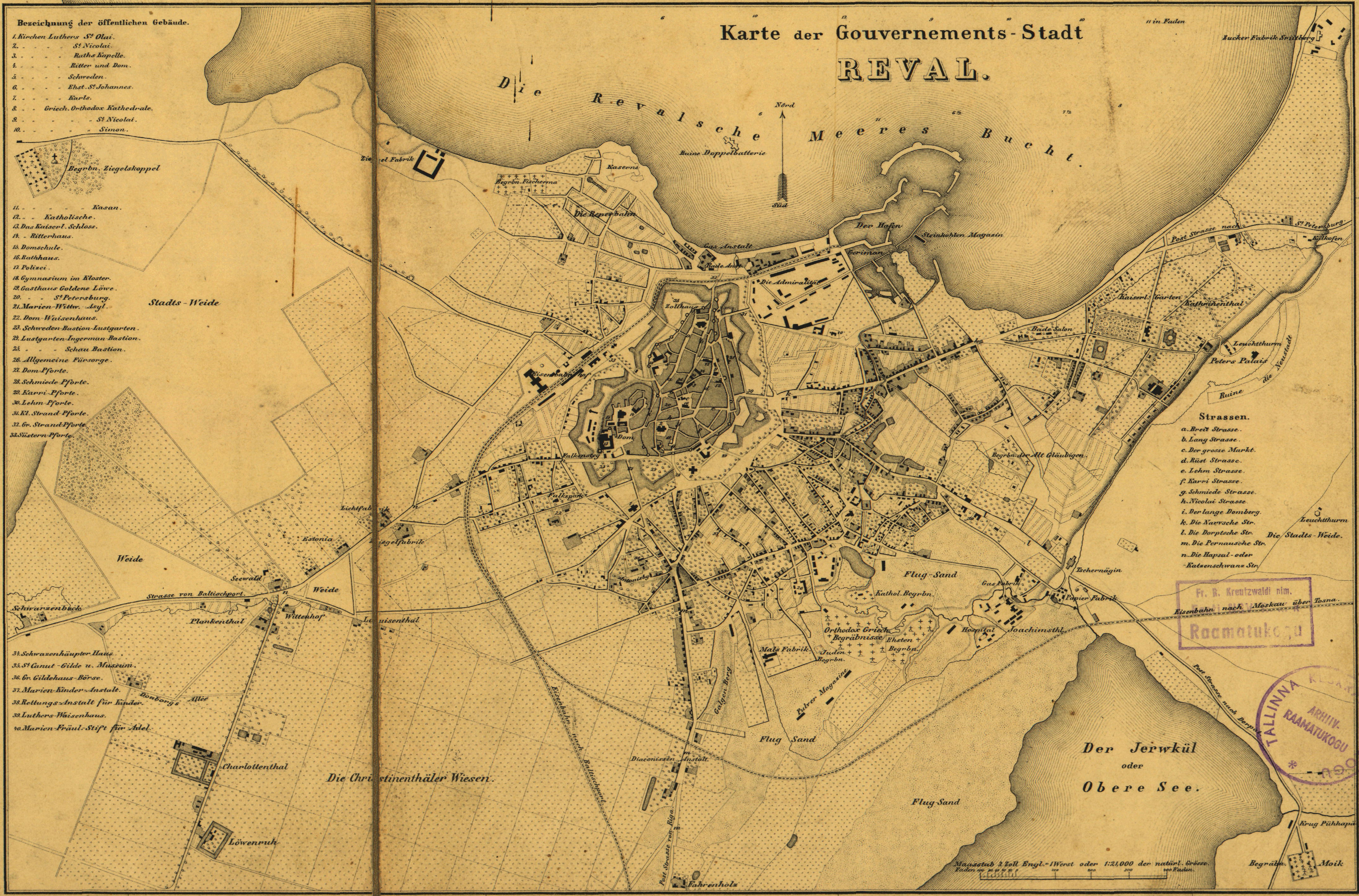
Sommerhaus Wittenhof (Wittenhof) Stadtplan Tallinn Jahr 1876, entlang der Straße von Baltischport (Strasse von Baltischport)

Ursprünglich hieß das Haus Meuslershof, welches nach der Familie Meusler benannt wurde. Im Jahre 1737 wurde das Haus von Jürgen Witte gekauft, ein Mitglied der Großen Gilde, der Bürgermeister Tallinns, und das Haus wurde umbenannt in Wittenhof.
Zu Beginn des 19. Jahrhunderts wurde das Haus von Bernhard Johann Meier erworben und das Haus wurde in Meiersdorf umbenannt. Darauf wurde das Haus von Oberstleutnant N. Nejelev erworben und darin wurde das Restaurant Cap de bonne Esperence (Kap der guten Hoffnung) eröffnet. Im Besitz von N. Nejeloff (Nejelev), wurde das Sommerhaus Wittenhof eine Badeanstalt mit angeschlossenem Restaurant. Nebst anderen Tätigkeiten war es möglich heiße und kalte Seebäder als Behandlungszweck zu nehmen.
Im Jahre 1842 kaufte der Pharmazeut Ernst August Bienert das ehemalige Kap der guten Hoffnung zusammen mit dem angrenzenden Grundstück. In den 1870er Jahren wurden der Aussichtspunkt und die Pavillons des Hauses und Restaurant abgerissen. Nur das Hauptgebäude und die Nebengebäude wurden erhalten.

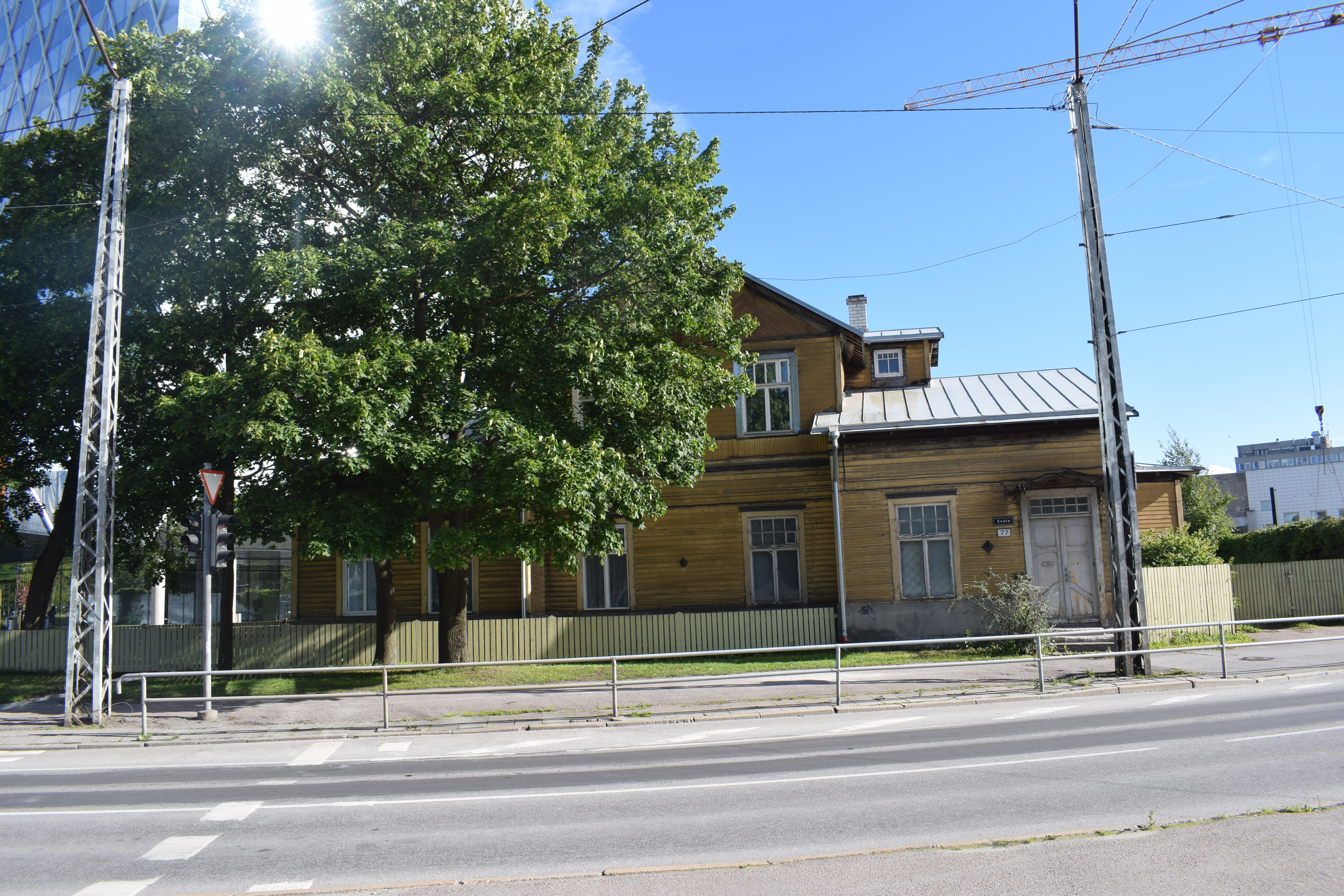
Gutshaus Endlastraße 77

Im Jahre 1904 kaufte Albert Koba das Sommerhaus Wittenhof mit zum Teil erhaltenen Gebäuden, teilte dieses und verkaufte es in Stücken, und dies leitete den Beginn der Lilleküla-Siedlung ein.
Im Jahre 1913 wurde dort die Gießerei Pumpjansky und Levin gegründet. Kurz darauf folgten die Estnische Leder- und Schuhfabrik, die Chromlederfabrik der AS Union (estnische Textilfabrik gegr. 1921) und während der estnischen sozialistischen Sowjetrepublik die Leder- und Schuhfabrik Kommunaar.
Während des Kommunismus wurde das Sommerhaus in ein Wohnhaus umgewandelt, in dem kommunistische Arbeiter untergebracht wurden. Zu Beginn des 21. Jahrhunderts war die Schuhindustrie Polaria in der Gegend tätig.